# 雷树人
雷树人(1924年8月—2010年），原名雷学时，男，四川江北人，中国编辑。

## 生平
幼年在家乡上小学。1936年，进入重庆南开中学。抗日战争爆发后，于1938年夏加入中国共产党。1941年皖南事变后，奉命撤退离开学校。1943年进入浙江大学物理系学习，仍然积极参加抗日救亡运动和民主运动。1948年3月奔赴冀东解放区，1950年重新加入中国共产党。
1954年调入人民教育出版社工作后，任自然科学编辑室副主任、物理编辑室副主任、代主任。1952年，他主持起草了中华人民共和国第一个中学物理教学大纲，1956年对大纲进行了修订。从1954年到1957年，主持编写了与大纲配套的三册高中课本，这套课本从1955年一直使用到1966年。文化大革命后，曾被下放到“五七”干校劳动，1977年重回人民教育出版社，负责中学物理教材编写工作，先后担任人民教育出版社物理室主任、副总编辑。1983年被评为编审。他先后主持了1978年、1986年中学物理教学大纲和1988年义务教育初中物理教学大纲的起草，以及相应课本的编写工作。1993年起享受政府特殊津贴。
2010年去世，享年86岁。。